# جان باتيست روسو
جان باتيست روسو (بالفرنسية: Jean-Baptiste Rousseau )‏ (و. 1669 – 1741 م) هو شاعر، وكاتب مسرحي، وكاتب فرنسي، ولد في باريس، وكان عضوًا في أكاديمية النقوش والرسائل الجميلة، توفي عن عمر يناهز 72 عاماً.

## روابط خارجية
- جان باتيست روسو على موقع الموسوعة البريطانية (الإنجليزية)
- جان باتيست روسو على موقع ديسكوغز (الإنجليزية)